# Lista de capítulos de Nisekoi

Nisekoi, uma série de mangás escrita e ilustrada por Naoshi Komi, foi serializada na Weekly Shōnen Jump  da Shueisha de 7 novembro de 2011 a 8 de agosto de 2016. Foi primeiramente publicado como um one-shot na revista sazonal Jump NEXT! da Shueisha em 8 de janeiro de 2011.
Um novo re-lançamento em formato bunkobon da série contendo novas ilustrções das capas, com 16 volumes, sendo que 14 deles cobrem a série principal e os dois restantes cobrem as adaptações do romance, além de contendo um epílogo ambientado dez anos após o final da série principal que foi anunciado em 7 de junho de 2023. Os dois primeiros volumes foram lançados em 16 de junho de 2023.

## Lista de volumes

### Tankōbon
| 1. Promessa (ヤクソク, Yakusoku) 2. Pergunta (シツモン, Shitsumon) 3. Primeira vez (ハジメテ, Hajimete) 4. Acaso (ソウグウ, Sōgū) 5. Cheio (イッパイ, Ippai) | 1. Parecido (ニタモノ, Nitamono) 2. Feito à mão (テヅクリ, Tezukuri) |

| 1. Visita (ホウモン, Hōmon) 2. Aproximação (セッキン, Sekkin) 3. Natação (スイエイ, Suiei) 4. Fechadura (カギアナ, Kagiana) 5. Spoiler (ネタバレ, Netabare) | 1. Zawsze in Love (ザクシャ イン ラブ, Zakusha In Rabu) 2. Quites (カシカリ, Kashikari) 3. Rival (ライバル, Raibaru) 4. Duelo (ケットウ, Kettō) |

| 1. Fofa (カワイイ, Kawaii) 2. Felicidade (シアワセ, Shiawase) 3. Cuidados (オミマイ, Omimai) 4. Tapas (ドンカン, Donkan) 5. Cicatriz (キズアト, Kizuato) | 1. Termas (オンセン, Onsen) 2. Banho feminino (オンナユ, Onnayu) 3. Sorteio (クジビキ, Kujibiki) 4. Intimidade (ヨビカタ, Yobikata) |

| 1. Carta de amor (コイブミ, Koibumi) 2. Desvio (ヨリミチ, Yorimichi) 3. Comemoração (オイワイ, Oiwai) 4. Certeza (カクニン, Kakunin) 5. Foto (シャシン, Shashin) | 1. Depois da aula (ホウカゴ, Hōkago) 2. Grudadinhos (アイアイ, Aiai) 3. Campo de batalha (シュラバ, Shuraba) 4. Perseguição (ツイセキ, Tsuiseki) |

| 1. Explosão (バクハツ, Bakuhatsu) 2. Três (サンボン, Sanbon) 3. Apresentação (アイサツ, Aisatsu) 4. Trabalho (ハタラク, Hataraku) 5. Tufão (タイフウ, Taifū) | 1. Mentiroso (ウソツキ, Usotsuki) 2. Cachorro abandonado (ステイヌ, Suteinu) 3. Dia de festival (エンニチ, Ennichi) 4. Ajuda Divina (ゴリヤク, Goriyaku) 5. À beira da praia (ウミベデ, Umibede) |

| 1. Tristeza (モヤモヤ, Moyamoya) 2. Teatro (エンゲキ, Engeki) 3. Figurino (イショウ, Ishō) 4. Começa o espetáculo (カイエン, Kaien) 5. Valendo (ホンバン, Honban) | 1. Protagonista (シュヤク, Shuyaku) 2. Daqui em diante (コレカラ, Korekara) 3. Medição (ソクテイ, Sokutei) 4. Previsão (ウラナイ, Uranai) |

| 1. Carma (インネン, Innen) 2. Luta (ショウフ, Shōfu) 3. Ensina-me (オシエテ, Oshiete) 4. Perceba (キヅイテ, Kizuite) 5. Perda (フンシツ, Funshitsu) | 1. Fazia tempo (ヒサビサ, Hisabisa) 2. Necessário (ヒツヨウ, Hitsuyō) 3. Mãe (ハハオヤ, Hahaoya) 4. Oportunidade (キッカケ, Kikkake) |

| 1. Depois daquilo (ソノアト, Sonoato) 2. Sacerdotisa (ミコサン, Mikosan) 3. Transformação (ヘンボウ, Henbō) 4. Trocando de lugares (セキガエ, Sekigae) 5. Gostoso (オイシイ, Oishii) | 1. Isso é... (ソレッテ, Sorette) 2. Por pouco (ギリギリ, Girigiri) 3. Algemas (テジョウ, Tejō) 4. Trabalho (オシゴト, Oshigoto) |

| 1. Maratona (マラソン, Marason) 2. Indireto (カンセツ, Kansetsu) 3. Mentirona (オオウソ, Ōuso) 4. Vento divino (カミカゼ, Kamikaze) 5. Irmã mais nova (イモウト, Imōto) | 1. Trabalhe (ハタラケ, Hatarake) 2. Devolva (カエシテ, Kaeshite) 3. Tranquilidade (ヤスラギ, Yasuragi) 4. Ponte suspensa (ツリバシ, Tsuribashi) |

| 1. Casa de banho (セントウ, Sentō) 2. Limpeza (オソウジ, Osōji) 3. A menina de quem eu gosto (スキナコ, Suki na Ko) 4. Amigo (トモダチ, Tomodachi) 5. Apoio (オウエン, Ōen) | 1. Visita (オミマウ, Omimau) 2. Que dia é hoje? (ナンノヒ, Nannohi) 3. Perda (ソウシツ, Sōshitsu) 4. Reencenação (サイゲン, Saigen) |

| 1. Azul (アオイロ, Aoiro) 2. Frustração (クヤシア, Kuyashia) 3. Buquê (ハナタバ, Hanataba) 4. Quero emagrecer (ヤセタイ, Yasetai) 5. Ursinho (キグリミ, Kigurimi) | 1. Tiozão (オツサソ, Otsusaso) 2. Imaginação (ソウゾウ, Sōzō) 3. Pedido (オネガイ, Onegai) 4. Bom dia (オハヨウ, Ohayō) |

| 1. Frágil (カヨワイ, Kayowai) 2. Teste (オワメシ, Owameshi) 3. Confeitaria (ケーキヤ, Kekiya) 4. Torcida (セイエン, Seien) 5. Superação (コクフク, Kokufuku) | 1. Raku-sama (ラカサマ, Raku-sama) 2. Tanabata (タナバタ, Tanabata) 3. Busca (ソウサワ, Sōsawa) 4. Festival (オマツリ, Omatsuri) |

| 1. Pergunta (シツモソ, Shitsumoso) 2. Estabanado (ブキヨウ, Bukiyō) 3. Passeio (オデカケ, Odekake) 4. Encantada (ホレボレ, Horebore) 5. Passo (ステップ, Suteppu) | 1. Vovô (ジイサマ, Jiisama) 2. Um milímetro (イチミリ, Ichimiri) 3. Tranquilidade (アンシン, Anshin) 4. Marmita (ベントウ, Bentō) |

| 1. Dor de Barriga (フクツウ, Fukutsū) 2. Irmã (ネエサン, Nēsan) 3. Professora (センセイ, Sensei) 4. Curiosidade (シリタイ, Shiritai) 5. Irmãozinho (オトウト, Otōto) | 1. Entrevista (メンダン, Mendan) 2. Talento (ムイテル, Muiteru) 3. Dama (レディー, Redī) 4. Mulheres são... (オンナハ, Onna wa) |

| 1. Declaração (センゲン, Sengen) 2. Rei (オウサマ, Ōsama) 3. Conectados (ツナイデ, Tsunaide) 4. Fria (ツメタイ, Tsumetai) 5. Reportagem (シュザイ, Shuzai) | 1. Plano (サクセン, Sakusen) 2. Miss (ミスコン, Misukon) 3. Duelo (タイマン, Taiman) 4. Nomeação (ゴシメイ, Goshimei) |

| 1. Canto (ウタゴエ, Utagoe) 2. Igualzinha (ソックリ, Sokkuri) 3. Que bom (ヨカッタ, Yokatta) 4. Sorte Grande (ダイキチ, Daikichi) 5. Discurso (スピーチ, Supīchi) | 1. Sono (スイミン, Suimin) 2. Integro (セイジツ, Seijitsu) 3. Animal (ドウブツ, Dōbutsu) 4. Ao trabalho (ハタラコ, Hatarako) |

| 1. Pernoite (オトマリ, Otomari) 2. Educação Física (タイイク, Taiiku) 3. Perfeita (カンペキ, Kanpeki) 4. Yui-nee (ユイネエ, Yui-nē) 5. Sucessora (アトツギ, Atotsugi) | 1. Senhorita (オジョウ, Ojō) 2. Escolhendo grupos (ハンギメ, Hangime) 3. Problemas (トラブル, Toraburu) 4. Sonequinha (グッスリ, Gussuri) |

| 1. Cena de ação (カツゲキ, Katsugeki) 2. Feliz (ウレシイ, Ureshii) 3. Certa coisa (アルコト, Arukoto) 4. Ataque (イチゲキ, Ichigeki) 5. Transferência (テンコウ, Tenkō) | 1. Pergunta (シツモン, Shitsumon) 2. Ideia Brilhante (メイアン, Meian) 3. Saudades (アイタイ, Aitai) 4. Armadilha (トラップ, Torappu) |

| 1. Tudo bem (ワカッタ, Wakatta) 2. Recorte (キレハシ, Kirehashi) 3. Mágicos (マホウノ, Mahōno) 4. Pinheiro (モミノキ, Mominoki) 5. Espectativa (タノシミ, Tanoshimi) | 1. Escolha (センタク, Sentaku) 2. Entendido (ツウジタ, Tsūjita) 3. Férias (バカンス, Bakansu) 4. Sobrevivência (サバイブ, Sabaibu) |

| 1. Essência (ココロネ, Kokorone) 2. Peregrinação (サンパイ, Sanpai) 3. Transformação (ヘンヨウ, Hen'yō) 4. Tem sim (イルワヨ, Iruwayo) 5. Abalado (ドウヨウ, Dōyō) | 1. Criança (オコサマ, Okosama) 2. Pensando bem (オモエバ, Omoeba) 3. Adulta (オトナニ, Otonani) 4. Ordem (メイレイ, Meirei) |

| 1. Agora eu vejo (ミテキタ, Mitekita) 2. Limite (ゲンカイ, Genkai) 3. Acordo (ケイヤク, Keiyaku) 4. Recado (デンゴン, Dengon) 5. Função (オヤクメ, Oyakume) | 1. Luta (タタカイ, Tatakai) 2. Por quê? (ドウシテ, Doushite) 3. Prisão (ロウゴク, Rōgoku) 4. Para a Mari (マリーへ, Marī e) |

| 1. Casamento (ケッコン, Kekkon) 2. Levem-me embora (サラッテ, Saratte) 3. Desculpe a demora (オマタセ, Omatase) 4. Interesses Pessoais (シジョウ, Shijō) 5. Alçar Vôo (トビタツ, Tobitatsu) | 1. Nada (ヒトツモ, Hitotsumo) 2. O meio (マンナカ, Mannaka) 3. Esforço (ガンバル, Ganbaru) 4. Passar bem (ゲンキニ, Genkini) |

| 1. Coincidência (グウゼン, Gūzen) 2. Amor verdadeiro (マジコイ, Majikoi) 3. Percebi (キヅイタ, Kizuita) 4. Vento da primavera (ハルカゼ, Harukaze) 5. Seriedade (シンケン, Shinken) | 1. Começo (ハジマリ, Hajimari) 2. Chance (チャンス, Chansu) 3. O que chamam (ソウヨブ, Sōyō) 4. Um dia (イツカハ, Itsuka wa) 5. Faculdade (ダイガク, Daigaku) |

| 1. Admiração (アコガレ, Akogare) 2. Problemático (ヤッカイ, Yakkai) 3. Decidi (キメタノ, Kimetano) 4. A noite em que chove estrelas (ホシフルヨルニ, Hoshi Furu Yoru ni) 5. Bye, Bye (バイバイ, Baibai) | 1. Continuação (ツヅキガ, Tsuzukiga) 2. Residência (イドコロ, Idokoro) 3. Eu gosto (スキナノ, Suki Nano) 4. Verdade (シンソウ, Shinsō) 5. Agora, sim (キマッタ, kimatta) |

| 1. De algum jeito (ナンダカ, Nandaka) 2. Eu sabia (ヤッパリ, Yappari) 3. A última (サイゴノ, Saigono) 4. Verdade (シンジツ, Shinjitsu) 5. Falso (ニセモノ, Nisemono) 6. Surpresa (イヒョウ, Ihyō) | 1. Não consigo (デキナイ, Dekinai) 2. Confissão (コクハク, Kokuhaku) 3. Separação (ケツベツ, Ketsubetsu) 4. Amor falso (ニセコイ, Nisekoi) 5. Partida (タビダチ, Tabidachi) 6. Promessa (ヤクソク, Yakusoku) |

### Bunkobon
| N.º | Data de lançamento     | ISBN              |
| --- | ---------------------- | ----------------- |
| 1   | 16 de junho de 2023    | 978-4-08-619798-4 |
| 2   | 16 de junho de 2023    | 978-4-08-619799-1 |
| 3   | 18 de julho de 2023    | 978-4-08-619800-4 |
| 4   | 18 de julho de 2023    | 978-4-08-619801-1 |
| 5   | 18 de agosto de 2023   | 978-4-08-619802-8 |
| 6   | 18 de agosto de 2023   | 978-4-08-619803-5 |
| 7   | 15 de setembro de 2023 | 978-4-08-619804-2 |
| 8   | 15 de setembro de 2023 | 978-4-08-619805-9 |
| 9   | 18 de outubro de 2023  | 978-4-08-619806-6 |
| 10  | 18 de outubro de 2023  | 978-4-08-619807-3 |
| 11  | 17 de novembro de 2023 | 978-4-08-619808-0 |
| 12  | 17 de novembro de 2023 | 978-4-08-619809-7 |
| 13  | 18 de dezembro de 2023 | 978-4-08-619810-3 |
| 14  | 18 de dezembro de 2023 | 978-4-08-619811-0 |